# دینو بالارین
دینو بالارین (انگلیسی: Dino Ballarin; ۲۳ سپتامبر ۱۹۲۵ – ۴ مهٔ ۱۹۴۹) بازیکن فوتبال اهل ایتالیا بود.
از باشگاه‌هایی که در آن بازی کرده‌است می‌توان به باشگاه فوتبال تریستیانا و باشگاه فوتبال تورینو اشاره کرد.